# Михайлишин, Иван Иванович
Иван Иванович Михайлишин (род. 3 января 1939) — советский борец классического стиля, чемпион СССР, призёр чемпионата мира, мастер спорта СССР международного класса.

## Биография
Начал заниматься борьбой в 1954 году. В 1959 году выполнил норматив мастера спорта СССР. 7 раз участвовал в чемпионатах СССР. Тренировался под руководством В. П. Трубчанинова. В 1970 году оставил большой спорт.

## Спортивные результаты
- Чемпионат СССР по классической борьбе 1968 года — .